# Jøder på jorden
Jøder på jorden (russisk: Евреи на земле) er en sovjetisk film fra 1927 af Abram Room.